# Dolmen van Dombate
De dolmen van Dombate is een hunebed in Galicië (Spanje). Dit type hunebed, wat ook in het aangrenzende Portugal voorkomt, wordt aangeduid als anta. Dombate ligt circa 60 kilometer zuidwestelijk van de stad A Coruña en circa 65 kilometer van Santiago de Compostella. 
Het relatief goed onderhouden megalithische monument bestaat uit twee bouwlagen en werd tijdens verschillende periodes in de geschiedenis gebruikt. De historicus Manuel Murguia noemde het bouwwerk al in de negentiende eeuw en dichter Eduardo Pondal vereeuwigde het bouwwerk in 1885 in zijn Queixumes dos Pinos. Archeoloog José María Bello Diégue leidde opgravingen tussen 1987 en 1989.
Het oudste complex van Dombate, wat tevoorschijn kwam bij de opgravingen, is nog niet gedateerd. De kamer zonder toegang van 2,4 meter bij 1,9 meter werd niet geheel afgedekt door de grafheuvel. In ca. 39e eeuw v.Chr. werd de grafheuvel aan één kant verwijderd.
De grafheuvel is ca. 24 meter in doorsnede en 1,80 meter hoog. Platte stenen vormen een rand rond de heuvel. Er werden 20 idolen gevonden voor de hal en aan de rand van de heuvel. Een uit zeven draagstenen bestaande polygonale kamer wordt gedomineerd door een steen van ca. 4,7 meter aan de achterkant. Het interieur is 4,7 meter bij 3 meter grote kamer met een naar het oosten lopende gang van vier meter lang met aflopende hoogte.
Er zijn petroglieven en zelfs verfresten gevonden in de dolmen. Het gaat om zigzagmotieven, een rode verf met zwarte stippen op een blanke ondergrond. Vondsten tonen aan dat het complex vermoedelijk tussen 3900 v.Chr. en de 27e eeuw v.Chr. gebruikt werd. Later werd het complex opnieuw gebruikt door de klokbekercultuur. Vermoedelijk hebben de mensen van de klokbekercultuur de zigzagmotieven achtergelaten.
Tegenwoordig is de dolmen afgedekt en er zijn strikte bezoekuren.

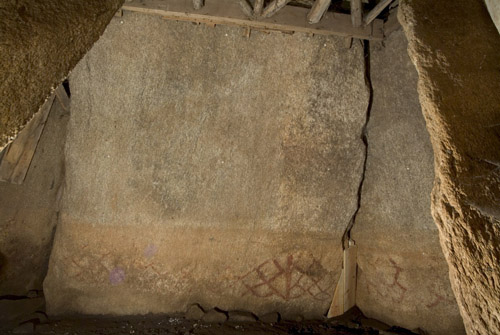
Interieur
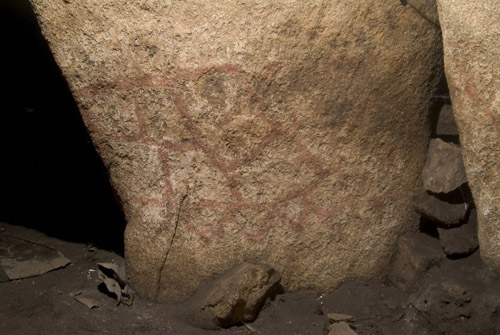
Rotstekeningen